# هوفگارتن این دفرگن
هوفگارتن این دفرگن (به آلمانی: Hopfgarten in Defereggen) یک منطقهٔ مسکونی در اتریش است که در لاینس واقع شده‌است. هوفگارتن این دفرگن ۷۳٫۱۷ کیلومتر مربع مساحت دارد ۱٬۱۰۷ متر بالاتر از سطح دریا واقع شده‌است.